# Haut sorabe
Pour les articles homonymes, voir hsb.
Le haut sorabe (hornjoserbšćina ; en allemand : Obersorbisch) est une langue parlée en Allemagne, dans la province historique de Lusace, aujourd'hui en Saxe. Il forme avec le bas-sorabe le groupe des langues sorabes, qui appartient à la famille occidentale des langues slaves.

## Histoire

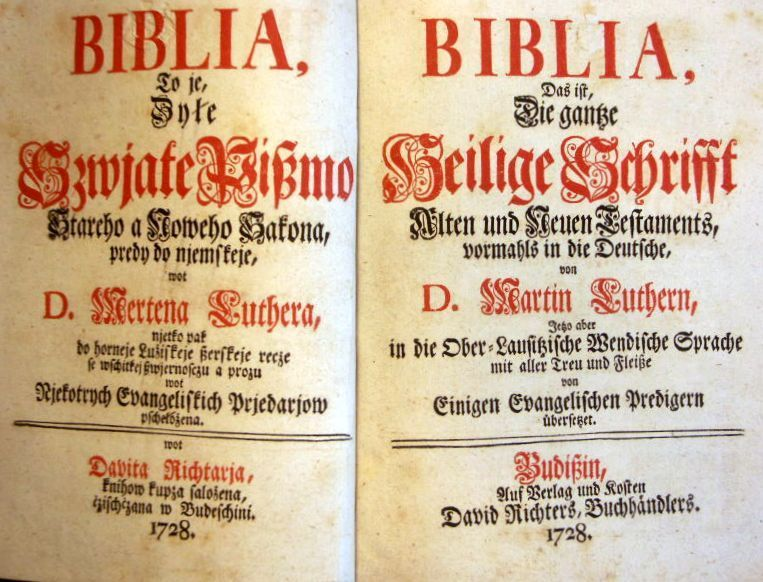
Page bilingue de la première traduction complète de la Bible en haut sorabe.

L'histoire du haut sorabe en Allemagne a commencé avec les migrations slaves pendant le VIe siècle. Depuis le XIIe siècle, il y avait un flux massif de colons germaniques ruraux de Flandre, de Saxe, de Thuringe et de Franconie. La précédente dévastation du pays par des guerres marqua le début de la décroissance du haut sorabe. En outre, en Saxe, le sorabe était légalement subordonné à l'allemand. Plus tard, des interdictions furent mises en œuvre : en 1293, le sorabe fut interdit au château de Berne, en 1327 il fut interdit à Zwickau et Leipzig, et à partir de 1424 à Meißen. De plus, dans beaucoup de guildes dans les villes on n'acceptait que les germanophones. La région de l'actuelle Lusace fut relativement peu affectée par les implantations de germanophones et par les restrictions légales, le haut sorabe y a donc prospéré et, jusqu'au XVIIe siècle, le nombre de locuteurs y a augmenté jusqu'à atteindre plus de 300 000. La plus ancienne trace de haut sorabe écrit est le monument « Burger Eydt Wendisch », qui a été découvert dans la ville de Bautzen.

## Répartition géographique

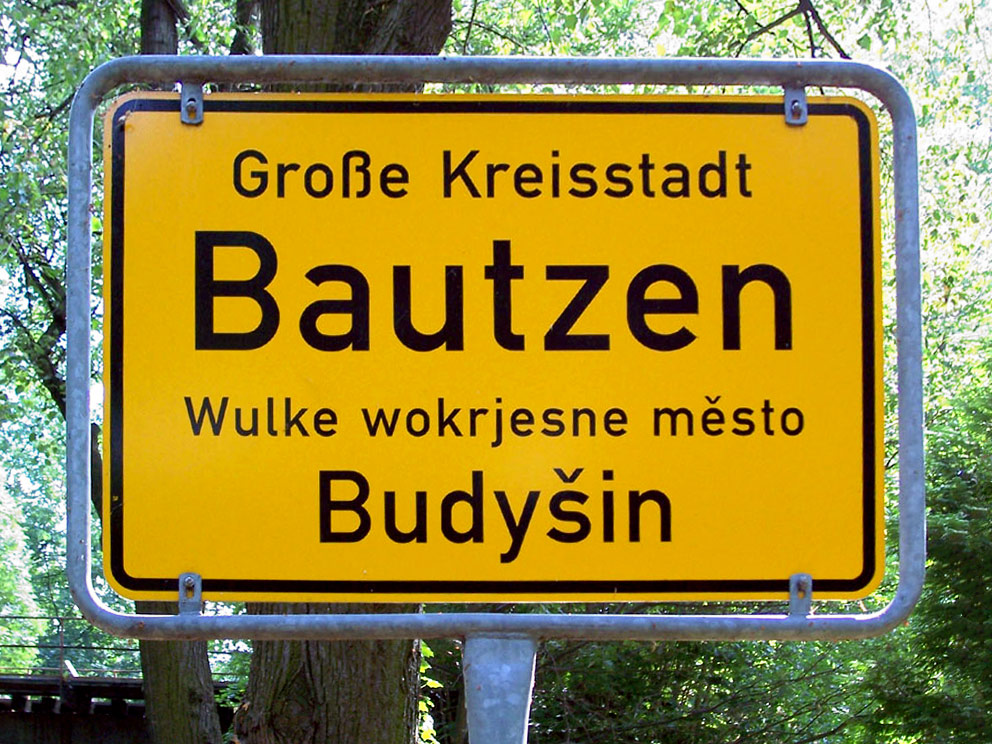
Signalisation bilingue : la partie inférieure est en haut sorabe.

La région où les langues sorabes sont parlées.

Au total, on estime qu'il y a 40 000 locuteurs du haut sorabe en Saxe. Le haut sorabe est une langue officielle régionale dans les deux Länder de Saxe et de Brandebourg. Ainsi, le haut sorabe est, après le danois et avant le turc, le frison septentrional et le frison oriental, la seconde minorité linguistique d'Allemagne. Puisque les nationalités en Allemagne ne sont pas officiellement reconnues et que l'appartenance au peuple haut-sorabe est libre, ces nombres ne sont que des estimations. Le nombre de locuteurs actifs peut être bien moins élevé. Certains spécialistes prédisent que le haut sorabe est menacé d'extinction. Des prévisions informatiques prédisent que dans 20 à 30 années, il n'y aura plus que 13 000 locuteurs[réf. nécessaire].

## Écriture
Le haut sorabe s'écrit avec l'alphabet latin, auquel sont ajoutées quelques lettres diacritées. Il y a au total trente-quatre lettres (en comptant deux digrammes), plus Q, V et X qui ne sont habituellement pas utilisés.
| Lettre        | Aa            | Bb       | Cc       | Čč         | Dd       | DŹ dź      | Ee       | Ěě   | Ff   | Gg            | Hh   | CH ch      | Ii  |
| Prononciation | [a]           | [b], [p] | [t͡s]     | [t͡ʃ]       | [d], [t] | [d͡ʑ], [t͡ɕ] | [ɛ]      | [iɪ] | [f]  | [ɡ], [k]      | [h]  | [kʰ], [ɡʱ] | [i] |
| Lettre        | Jj            | Kk       | Łł       | Ll         | Mm       | Nn         | Ńń       | Oo   | Óó   | Pp            | (Qq) | Rr         | Řř  |
| Prononciation | [j]           | [k], [ɡ] | [w]      | [l]        | [m]      | [n]        | [ɲ]      | [ɔ]  | [uʊ] | [p], [b]      |      | [r]        | [ʃ] |
| Lettre        | Ss            | Šš       | Tt       | Ćć         | Uu       | (Vv)       | Ww       | (Xx) | Yy   | Zz            | Žž   |            |     |
| Prononciation | [s], [z], [ɕ] | [ʃ]      | [t], [d] | [t͡ɕ], [d͡ʑ] | [u]      |            | [v], [f] |      | [ɨ]  | [z], [s], [ʑ] | [ʒ]  |            |     |

## Grammaire
La grammaire du haut sorabe est proche de celle des autres langues slaves, notamment occidentales (tchèque, polonais…) : cette langue comporte des déclinaisons, les verbes ont un aspect perfectif ou imperfectif et il y a trois genres (masculin, féminin et neutre, avec dans certains cas une distinction d'animéité pour les noms masculins). L’une des particularités du haut sorabe est qu’il a retenu le duel, en plus du singulier et du pluriel.

### Déclinaisons
Les sept cas du haut sorabe sont : nominatif, génitif, datif, accusatif, instrumental, locatif et vocatif.
| Cas    | nan (père) | štom (arbre) | wokno (fenêtre) | ramjo (épaule) | žona (femme) | ruka (main) |
| ------ | ---------- | ------------ | --------------- | -------------- | ------------ | ----------- |
| Nom.   | nan        | štom         | wokno           | ramjo          | žona         | ruka        |
| Gén.   | nana       | štoma        | wokna           | ramjenja       | žony         | ruki        |
| Dat.   | nanej      | štomej       | woknu           | ramjenju       | žonje        | ruce        |
| Acc.   | nana       | štom         | wokno           | ramjo          | žonu         | ruku        |
| Instr. | z nanom    | ze štomom    | z woknom        | z ramjenjom    | ze žonu      | z ruku      |
| Loc.   | wo nanje   | w štomje     | na woknje       | wo ramjenju    | wo žonje     | w ruce      |
| Voc.   | nano       | štomo        | –               | –              | –            | –           |

### Pronoms personnels
| Personne | Personne | Personne | Singulier | Duel  | Pluriel |
| -------- | -------- | -------- | --------- | ----- | ------- |
| 1re      | 1re      | 1re      | ja        | mój   | my      |
| 2e       | 2e       | 2e       | ty        | wój   | wy      |
| 3e       | Masc.    | Animé    | wón       | wonaj | woni    |
| 3e       | Masc.    | Inanimé  | wón       | wonej | wone    |
| 3e       | Féminin  | Féminin  | wona      | wonej | wone    |
| 3e       | Neutre   | Neutre   | wono      | wonej | wone    |

## Exemples
| Français | Haut sorabe | Bas sorabe | Polonais  | Tchèque | Slovaque | Russe phonétique |
| -------- | ----------- | ---------- | --------- | ------- | -------- | ---------------- |
| terre    | zemja       | zemja      | ziemia    | země    | zem      | zemljà           |
| ciel     | njebjo      | njebjo     | niebo     | nebe    | nebo     | njebo            |
| eau      | woda        | wóda       | woda      | voda    | voda     | voda             |
| feu      | woheń       | wogeń      | ogień     | oheň    | oheň     | ogon             |
| homme    | muž         | muski      | mężczyzna | muž     | muž      | mužčína          |
| femme    | žona        | žeńska     | kobieta   | žena    | žena     | žénščina         |
| manger   | jěsć        | jěsć       | jeść      | jíst    | jesť     | jest             |
| boire    | pić         | piś        | pić       | pít     | piť      | pit              |
| grand    | wulki       | wjeliki    | wielki    | velký   | veľký    | velikij          |
| petit    | mały        | mały       | mały      | malý    | malý     | málen’kij        |
| nuit     | nóc         | noc        | noc       | noc     | noc      | noč              |
| jour     | dźeń        | źeń        | dzień     | den     | deň      | djen             |